# Champions of Regnum
Champions of Regnum (dříve Regnum Online) je fantasy MMORPG vyvinutá společností NGD Studios, herním studiem z Argentiny. Hra se zaměřuje na koncept Realm vs Realm, konkrétně na boj třech frakcí ve válečné zóně o pevnosti a hrady. Ve hře jsou dostupná i monstra, primárně se však hra zaměřuje na boj frakcí.
Jméno Regnum znamená v latině říše a je také poctou jedné z prvních her publikovaných v Argentině členem týmu NGD Studios, jehož jméno je Regnum. Hra Regnum Online byla oficiálně vydána dne 24. května 2007.